# Shut Up and Drive (cântec de Rihanna)
Shut Up and Drive este cel de-al doilea disc single extras de pe albumul Good Girl Gone Bad, al cântăreței de origine barbadiană Rihanna. Piesa a obținut succes în clasamente, ajutând albumul Good Girl Gone Bad să rămână în clasamentele de specialitate pentru mai multe săptămâni consecutive.
A fost compusă și produsă de către Carl Sturken și Evan Rogers. Acesta a avut premiera pe data de 6 mai 2007 și a primit recenzii mixte, fiind considerat prost și îndrăzneț din punct de vedere sexual de către ziarul newyorkez The Village Voice. Promovarea acestuia a fost făcută prin intermediul televiziunii britanice care a folosit melodia în diferite reclame televizate și în cadrul câtorva raliuri și a câtorva festivale majore la care Rihanna a participat.
Shut Up And Drive a debutat pe poziția cu numărul patru în Australia și a atins locul cu numărul cinci în Regatul Unit și topul zece în Canada. În ciuda faptului că a atins topul douăzeci în S.U.A., single-ul a fost considerat un eșec venit după succesul internațional al single-ului precedent Umbrella cu ajutorul căruia Rihanna a cunoscut faima mondială.

## Videoclip
Videoclipul filmat în aprilie 2007. pentru acest single a fost produs de către Anthony Mandler și o prezintă pe Rihanna venind într-un garaj cu o mașină marca Ferrari. Acolo ea, alături de câteva alte fete repară mașina. Apoi videoclipul trece la o altă secvență, în care cântăreața flirtează cu doi tineri care se pregătesc să se întreacă. În finalul acestuia Rihanna cântă alături de formația sa.